# Veitel Heine Ephraim
Veitel Heine Ephraim né en 1703 à Berlin et décédé le 16 mai 1775 dans la même ville, est un joaillier, un fabricant de soie, un maitre-monnayeur, et le président de la communité juive de Berlin, à l'époque capitale du royaume de Prusse. 
Durant la guerre de Sept Ans, Frédéric le Grand dévalue la monnaie prussienne cinq fois pour financer la guerre. Les pièces de monnaie dépréciées sont produites par Ephraim et Daniel Itzig et répandues hors de Prusse, en Saxe, dans le royaume de Pologne et en Courlande,,. Ephraim et son associé acquièrent une sulfureuse image en ajoutant jusqu'à 70% de cuivre pour dévaluer les pièces qui deviennent connues sous le nom de éphraïmites. Heinrich Carl von Schimmelmann, Johann Ernst Gotzkowsky et Leendert Pieter de Neufville coopèrent aussi à la politique de dépréciation de la monnaie. La politique de monnayage du roi devient un élément clé de financement de la guerre.

## Début de la richesse

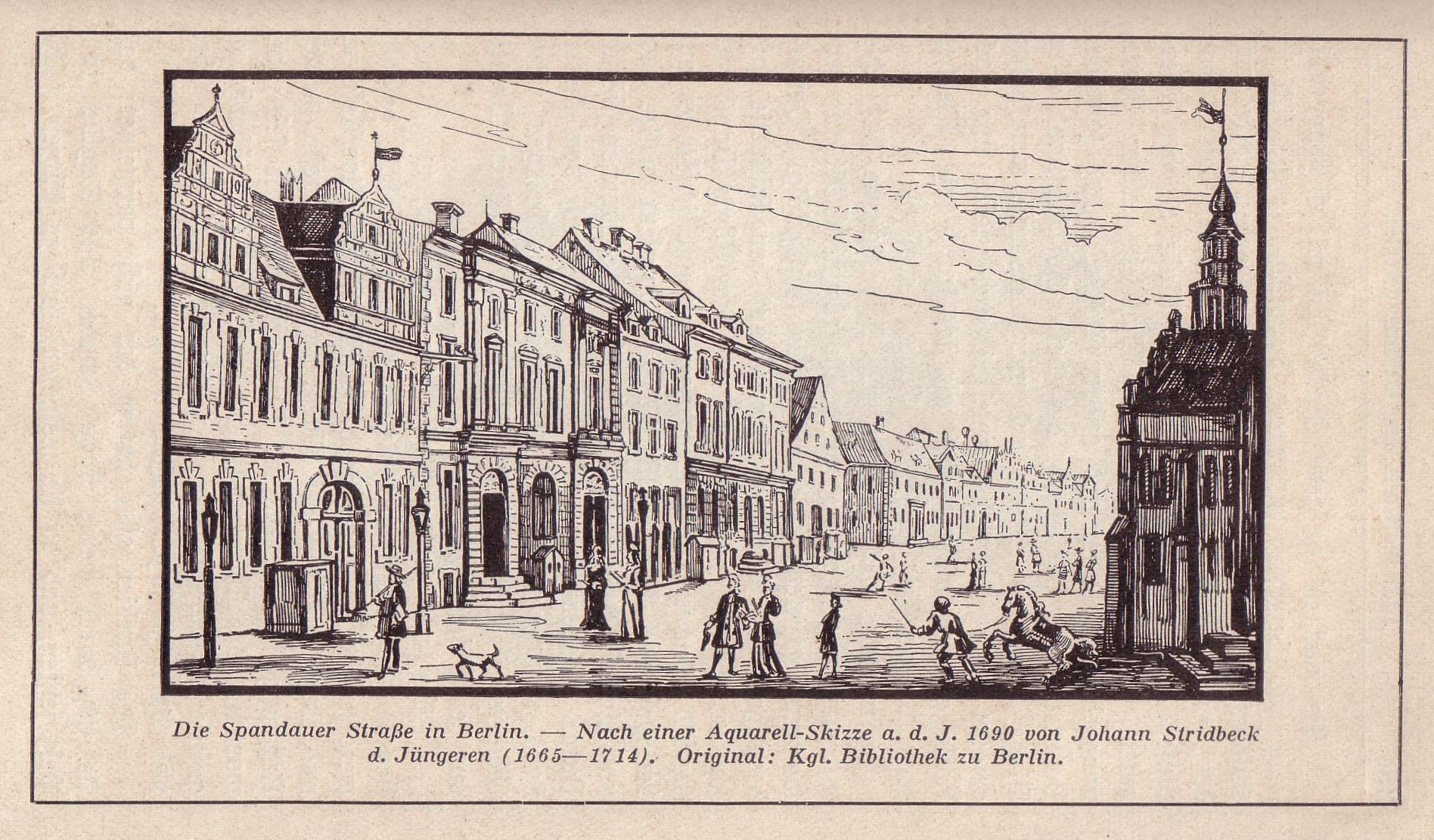
La Spandauer Straße, où a vécu sa famille, d'après une aquarelle de 1690

Veitel Chaïm Ephraim est le cinquième enfant de Nathan Veitel Ephraim (vers 1658-1748), joaillier né à Altona et doyen de la communauté juive, qui déménagea d'Hambourg à Berlin. Sa mère est originaire de Vienne. La famille Ephraim vit au 30 Spandauer Straße. Très rapidement il germanise son prénom hébraïque Chaïm en Heine. 
En 1744 ou 1745, Ephraim devient joaillier de la cour de Frédéric II. Ephraim et Frédéric se connaissent depuis 1738, quand ils se sont rencontrés au château de Rheinsberg. Déjà en tant que prince héritier, Frédéric était endetté envers Ephraim. En 1748, Ephraim prend à bail à Potsdam une manufacture de dentelle et forme des orphelins pour sa production. Deux ans plus tard, il est nommé par le roi doyen de la communauté juive de Berlin. En 1752 ou 1754, Ephraim livre de l'argent à Johann Philipp Graumann, directeur des hôtels des monnaies prussiens,,.

## Activité de monnayeur

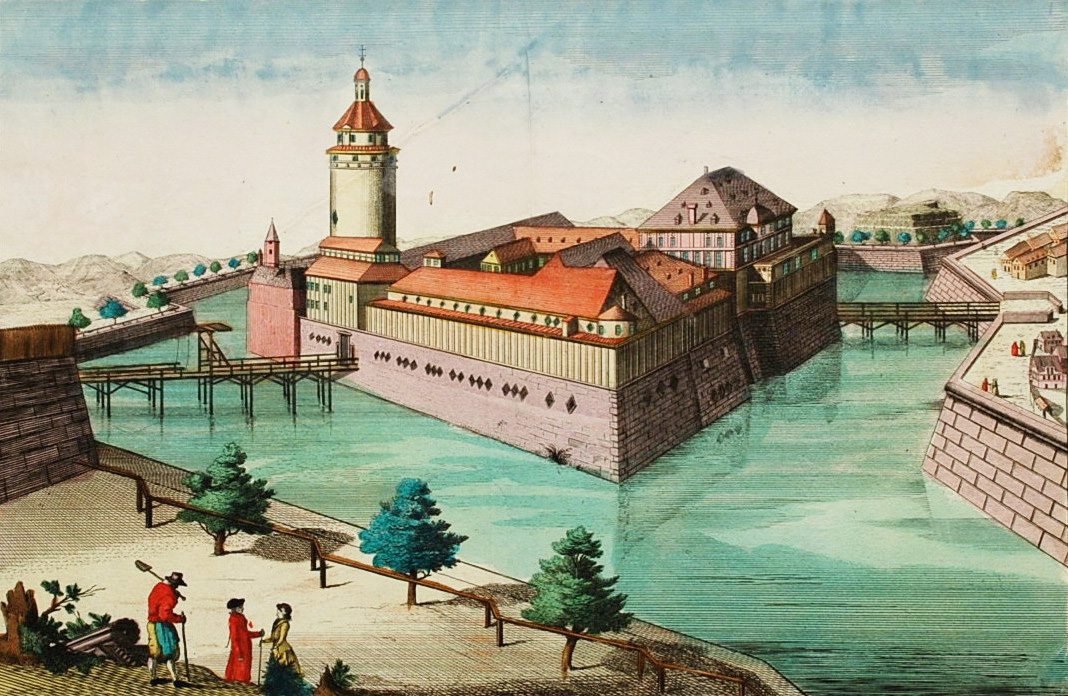
Pleissembourg où se trouvait l'hôtel des monnaies de Leipzig

Après la révocation de Graumann au début de 1755, Veitel Ephraim et son beau-frère Moses Fränkel prennent à bail l'hôtel des monnaies de Königsberg. Leur succès est tel qu'ils obtiennent, dans des conditions similaires, le bail de l'hôtel des monnaies de Clèves, où l'un des fils d'Ephraïm prend ses fonctions le 16 août. En octobre 1755, Ephraïm prend à bail l'hôtel des monnaies d'Aurich. A un moment donné, Frédéric II ordonne que les anciens et nouveaux louis d'or soient transformés (estampillés) en frédéric d'or à Aurich. Les pièces vont être utilisées par la compagnie prussienne des Indes orientales en Asie, où elles valent 20 % de plus. Le 21 novembre 1756, Ephraim propose au roi une prime de 20 % pour la location de l'hôtel des monnaies de Leipzig,. En Pologne, en Russie et en Hongrie, des commerçants malhonnêtes échangent les pièces dépréciées contre les vraies pièces circulant dans ces pays et les revendent à l'hôtel des monnaies.
Pour acquérir l'or et l'argent nécessaires, ils utilisent leurs vastes relations commerciales et personnelles avec l'étranger en Hollande, en particulier sur le marché d'Amsterdam, en Angleterre et à Hambourg par le biais de la bourse hambourgeoise et hollandaise. Un autre moyen de se procurer de l'argent consiste à refondre les subsides en or reçus de l'Angleterre depuis la Convention anglo-prussienne de 1758, et à les doubler ou les tripler en les mélangeant à d'autres métaux. 
Les recettes provenant des transactions de pièces d'or et d'argent de 1759 à 1762 dépassent 29 millions de thalers prussiens et donc le montant des subventions britanniques. Le 28 janvier 1764, Frédéric le Grand ordonne à Itzig et Ephraïm d'investir dans l'économie prussienne la grande richesse qu'ils ont amassée. Quand il meurt, Ephraim laisse une fortune colossale. Il est enterré au cimetière juif de Berlin-Mitte.
Avec Daniel Itzig, il tente en 1761 de fonder une école pour enfants pauvres qui n'aboutit pas à l'époque. Mais dans son testament de 1774, il ordonne la création d'un établissement d'enseignement juif, Kloyz, pour l'étude du Talmud et de la science juive à Berlin, qui ouvre ses portes en 1783 sous le nom de École d'enseignement Veitel Heine Ephraim et qui exista jusqu'au début du régime nazi. Ce n'est qu'en octobre 2005 que 83 volumes particulièrement précieux sur le plan historique, provenant de la bibliothèque de cet établissement d'enseignement, disparus en 1945, ont été remis à l'université de Potsdam. Ils proviennent de la succession du rabbin Yehuda Ashkenasy à Hilversum, aux Pays-Bas.

## Vie personnelle
En 1727, Ephraim se marie avec Elke Fraenkel. Ils ont quatre fils : Ephraim (1729-1803), Joseph (1731-1786), Zacharias (1736-1779) et Benjamin (1742-1811) et deux filles : Edel (1728-1750) et Rosel (1738-1803), qui épouse Heimann Fraenkel (1748-1824). L'arrière-petite-fille d'Ephraïm est Sara Grotthuis, une célèbre salonnière à Berlin vers 1800. 

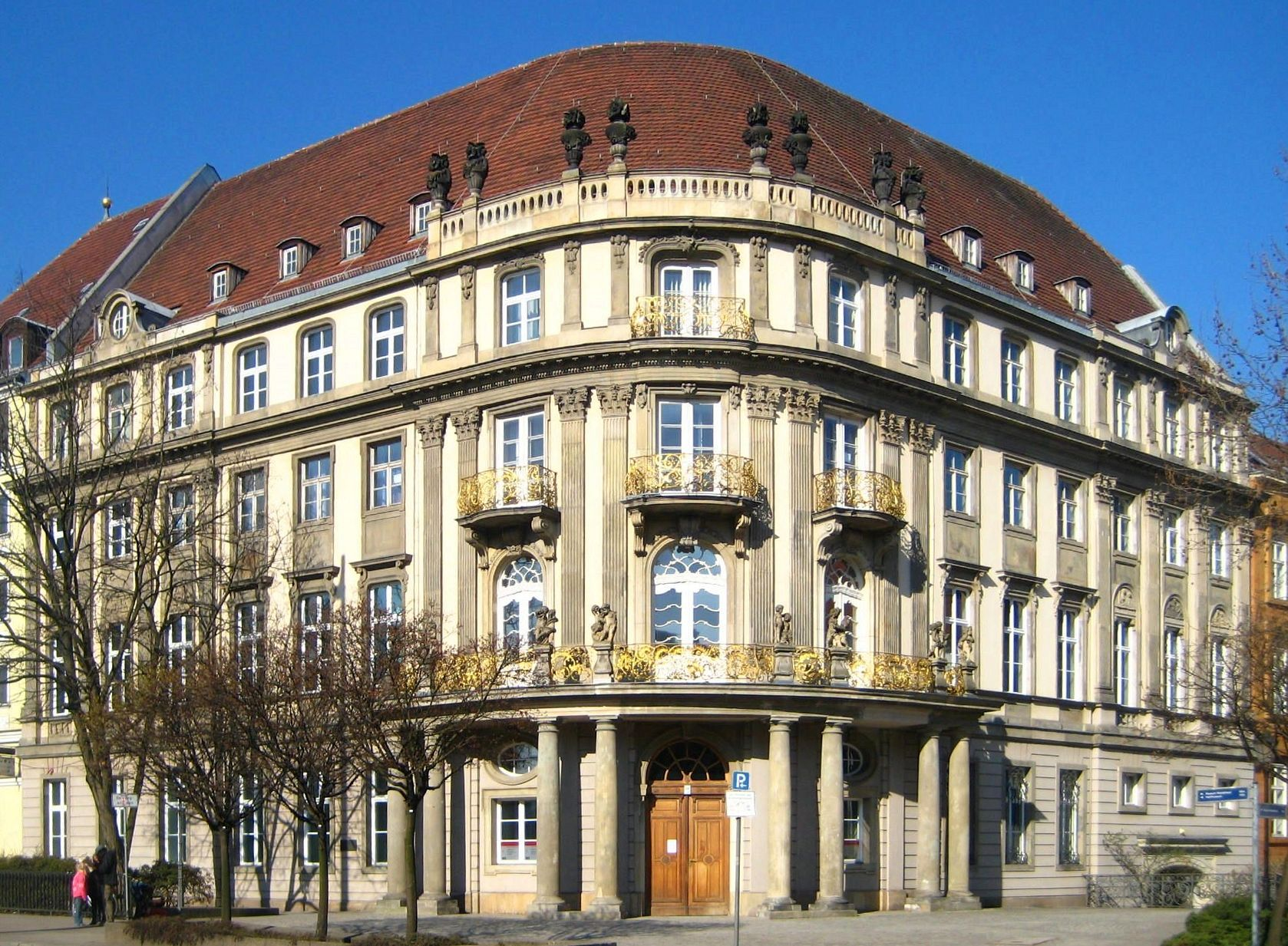
Palais Ephraim

## Le palais Ephraim
Le magnifique hôtel particulier, le palais Ephraïm, est achevé en 1766. Les monolithes supportant le balcon ont été donnés par le roi à son favori pour le palais de Brühl, détruit pendant la guerre de Sept Ans.  
Le palais, richement décoré de colonnes et de putti, est démoli en 1935 en raison de l'élargissement du Mühlendamm. Il n'est reconstruit qu'entre 1985 et 1987, presque au même endroit, mais avec un nouvel emplacement au 16 de la Poststraße, dans le quartier Saint-Nicolas dans le Berlin-Mitte. Depuis 1987, le palais de style rococo sert de lieu d'exposition pour le Musée de la Marche de Brandebourg.